# توني تابالوفيتش
توني تابالوفيتش (مواليد 10 أكتوبر 1980) هو لاعب كرة قدم ألماني محترف سابق. وهو حاليًا مساعد مدرب نادي برشلونة في الدوري الإسباني.

## المسيرة الكروية
طوال مسيرته الكروية، لعب للأندية الصغيرة أو للفرق الرديفة. بدأ تابالوفيتش مسيرته الكروية في عام 1986، مع نادي فورتونا جيلسنكيرشن. في عام 1990، انتقل إلى فريق الشباب في نادي شالكه 04 . في عام 1999، تمت ترقيته إلى فريق الشباب والهواة "أ". وفي وقت لاحق، حصل على عقد احترافي لمدة عامين، حتى عام 2001، لكنه انسحب في أغسطس 1999 بسبب إصابة في الركبة في الغضروف الداخلي. في عام 2002، انتقل إلى نادي VfL Bochum، حيث كان مرتبطًا بعقد حتى يناير 2004. في كلا الفريقين اللذين لعب لهما في الدوري الألماني ، كان حارس مرمى بديلاً دون المشاركة في مباريات الدوري الألماني. في يناير 2004، انضم إلى نادي أوردينغن05 في دوري المنطقة الغربية. ولعب هناك حتى يونيو 2005. خلال فترة وجوده في أوردينغن 05، شارك في 26 مباراة مع الفريق.
في ديسمبر 2005، انضم تابالوفيتش إلى نادي كيكرز أوفنباخ الذي كان يلعب في الدرجة الثانية آنذاك، لكنه لم يلعب. وفي عام 2006، عاد إلى نادي شالكه 04. بعد رحيل فرانك روست في يناير 2007، أصبح تابالوفيتش مرة أخرى حارس المرمى البديل للفريق. في عام 2010، انضم إلى الفريق الثاني لنادي ماينز 05 في الدوري الألماني الدرجة الأولى. في أكتوبر 2010، تقاعد تابالوفيتش بعد أن أكد الاختبار إصابته بتمزق في الرباط الصليبي الأمامي وتمزق في الرباط الجانبي الإنسي مما أجبره على البقاء خارج الملاعب لمدة ستة أشهر.

## مهنة التدريب
في 1 يوليو 2011، تم تعيينه مدربًا لحراس المرمى في بايرن ميونيخ. كان لديه عقد مع بايرن حتى 30 يونيو 2021. ثم مدد عقده لاحقًا حتى عام 2023، بسبب نجاح العمل مع مانويل نوير . في 23 يناير 2023، تم إعفاؤه من مهامه في بايرن بسبب خلافات حول طريقة العمل مع أعضاء الفريق الآخرين، وفقًا للمدير الرياضي حسن صالح حميديتش.

## الحياة الشخصية
شقيقه فيليب تابالوفيتش هو أيضًا لاعب كرة قدم سابق لعب لصالح منتخب كرواتيا.